# Villa Ángela
Villa Ángela è una città dell'Argentina, situata nella provincia del Chaco.